# Курбиер, Гильом
Гильом Курбиер барон де-л’Амм (фр. Guillaume de Courbière; 25 февраля 1733, Маастрихт — 23 июля 1811, Грауденц) — прусский фельдмаршал.
Отличился во время Войны за австрийское наследство, Семилетней войне и революционных войнах. Являясь губернатором крепости Грауденца, храбро защищал её против французов в 1807 году, причём в то самое время, когда многие другие прусские крепости сдавались почти без сопротивления.
Произведенный в том же году в фельдмаршалы, Курбиер был назначен генерал-губернатором Западной Пруссии. Храбрый и опытный в военном деле, он был угрюм и суров до грубости в обхождении.